# Kościół Najświętszego Serca Pana Jezusa w Miętnie
Kościół Najświętszego Serca Pana Jezusa w Miętnie – katolicki kościół filialny zlokalizowany we wsi Miętno w gminie Nowogard, w powiecie goleniowskim (województwo zachodniopomorskie). Należy do parafii Matki Boskiej Fatimskiej w Nowogardzie.

## Historia i architektura
Murowany z kamienia i cegły neogotycki kościół wzniesiony został w XIX wieku. Sytuowany jest na planie prostokąta, z trzykondygnacyjną ceglaną wieżą od strony zachodniej. Okna zakończone są ostrołukowo. Obramienia okien, gzymsy i narożniki wykonane są z cegły. Portal wejściowy znajduje się w przyziemiu wieży. Kościół kryty jest dachem dwuspadowym.
Kościół uległ zniszczeniu podczas II wojny światowej. Odbudowany w 1974 roku, został poświęcony w dniu 5 października 1975 roku przez biskupa Jerzego Strobę.
Wnętrze kościoła nakryte jest stropem sufitowym. Posadzka wylana jest cementem. W zamykającej prezbiterium prostej ścianie umieszczone są dwa okna. Wyposażenie kościoła jest w całości współczesne.